# Sonate K. 166
La sonate K. 166 (F.116/L.51) en ut majeur est une œuvre pour clavier du compositeur italien Domenico Scarlatti.

## Présentation
La sonate K. 166, en ut majeur, notée Allegro ma non molto, forme une paire avec la sonate précédente. Elle semble appartenir à un ensemble de pièces simples destinées à des débutants ou des amateurs rebutés par les difficultés parfois considérables des sonates de la période dite « flamboyante ». L'accompagnement est limité à une note ou une double note par temps.
Bien que de caractère expressif très différent, la phrase qui ouvre chaque section est étonnamment semblable à celle trouvée au début de la seconde section de la sonate K. 206 et présente un rare cas de modèle partagé.

## Manuscrits
Le manuscrit principal est le numéro 19 du volume I (Ms. 9772) de Venise (1752), copié pour Maria Barbara ; l'autre est Parme I 19 (Ms. A. G. 31406).

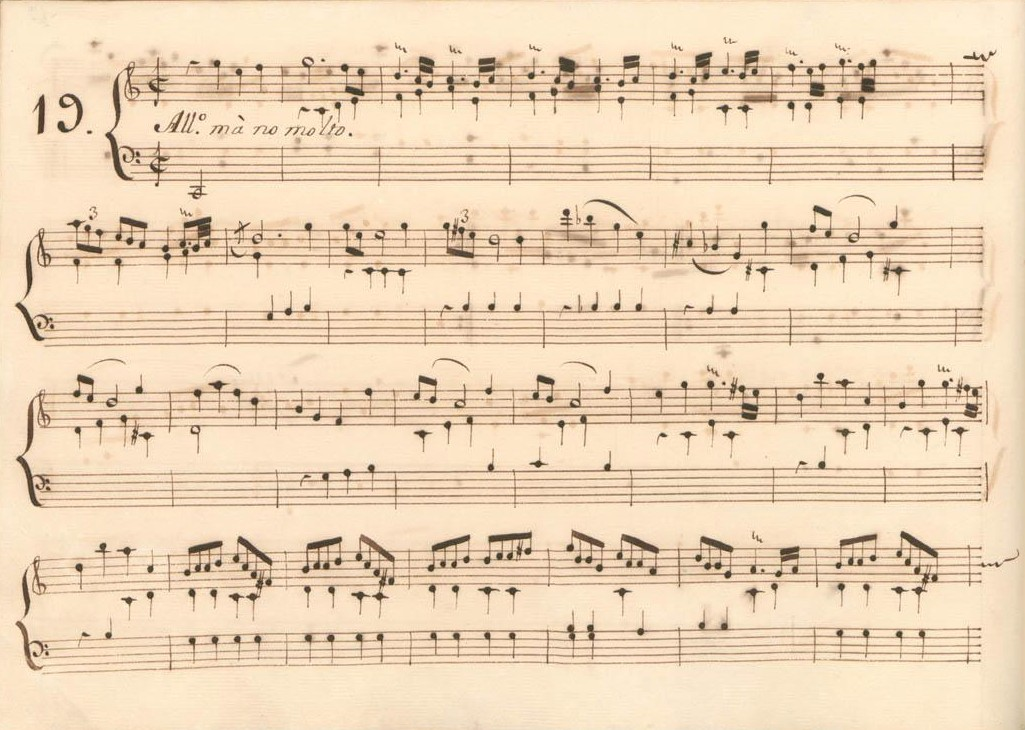
Parme I 19.
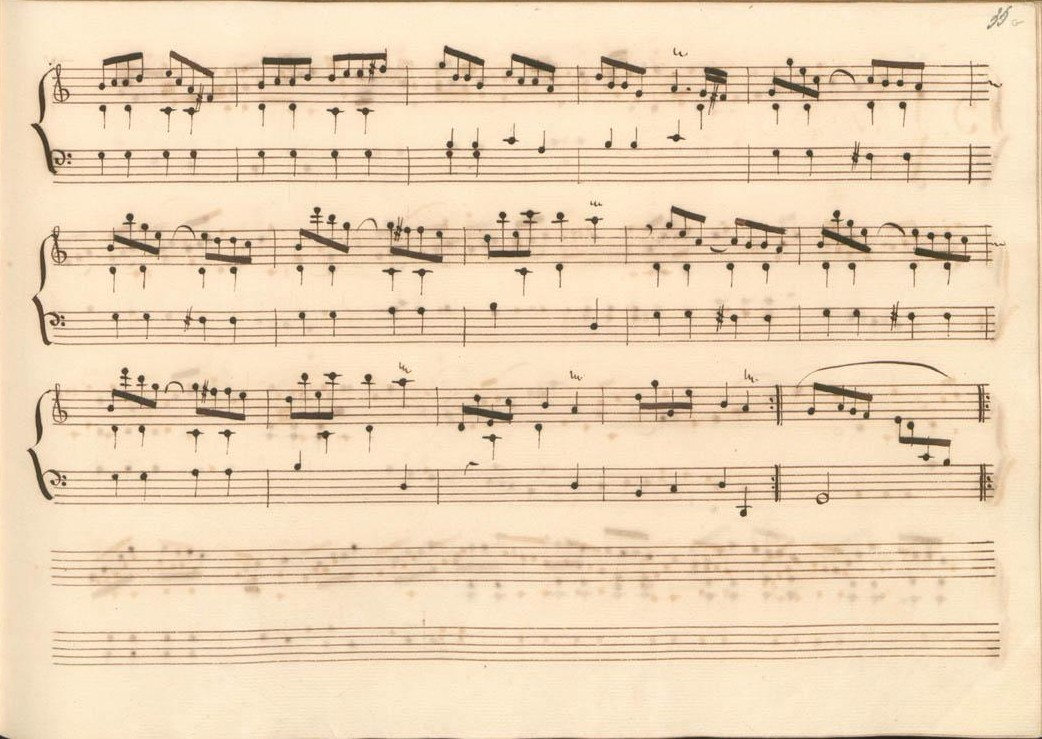
Parme I 19 (fin de la première section).
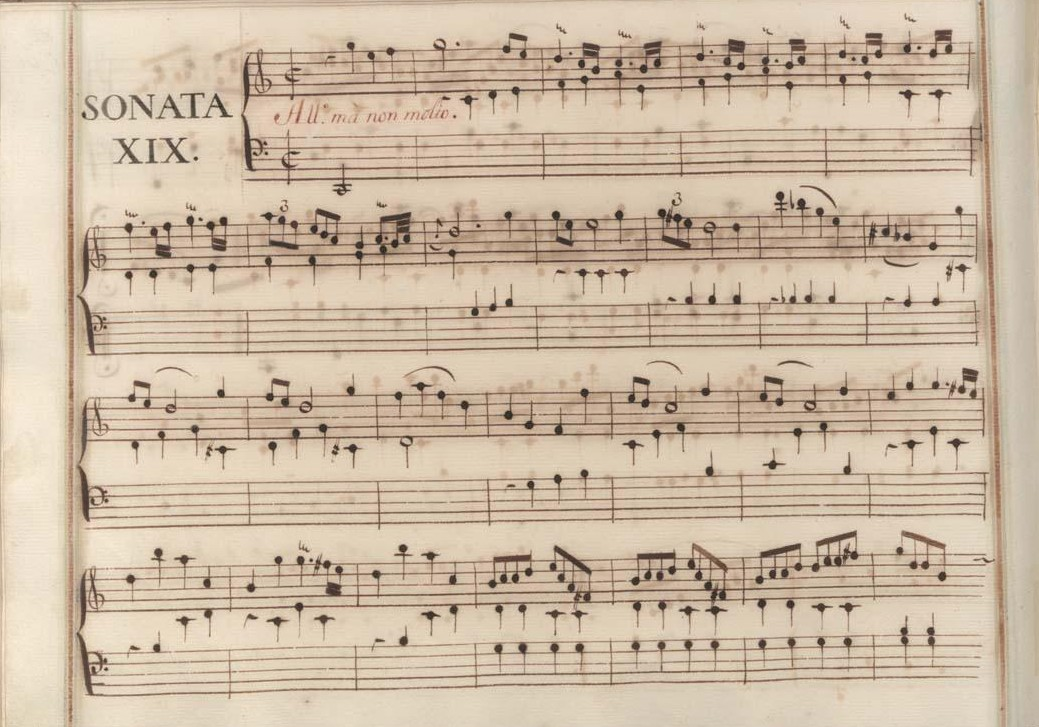
Venise I 19.
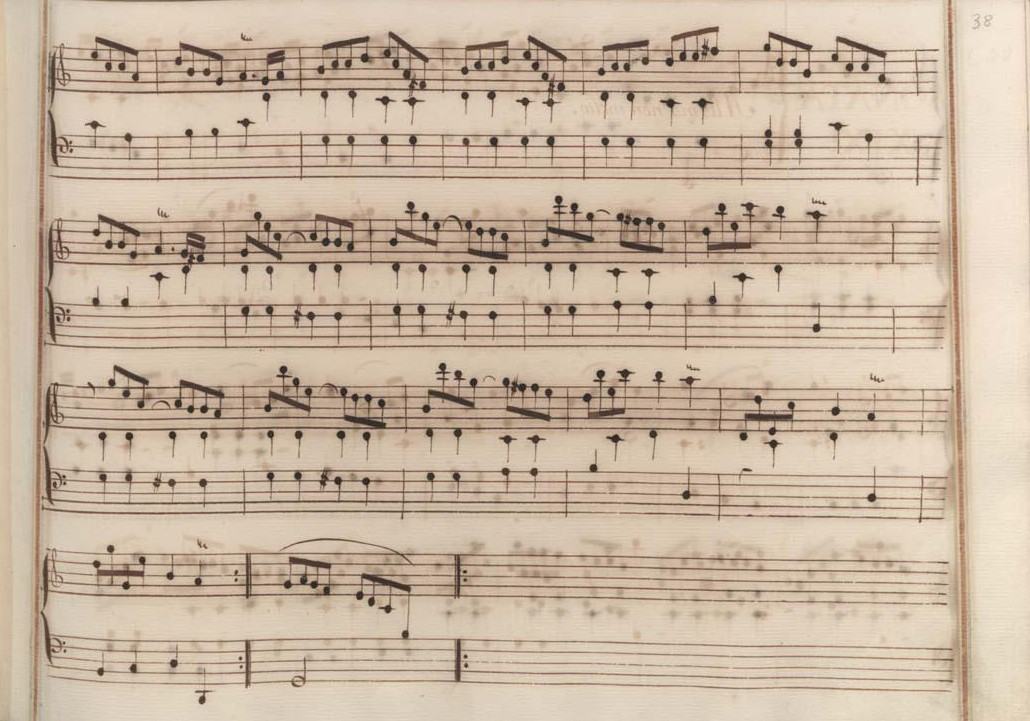
Venise I 19 (fin de la première section).
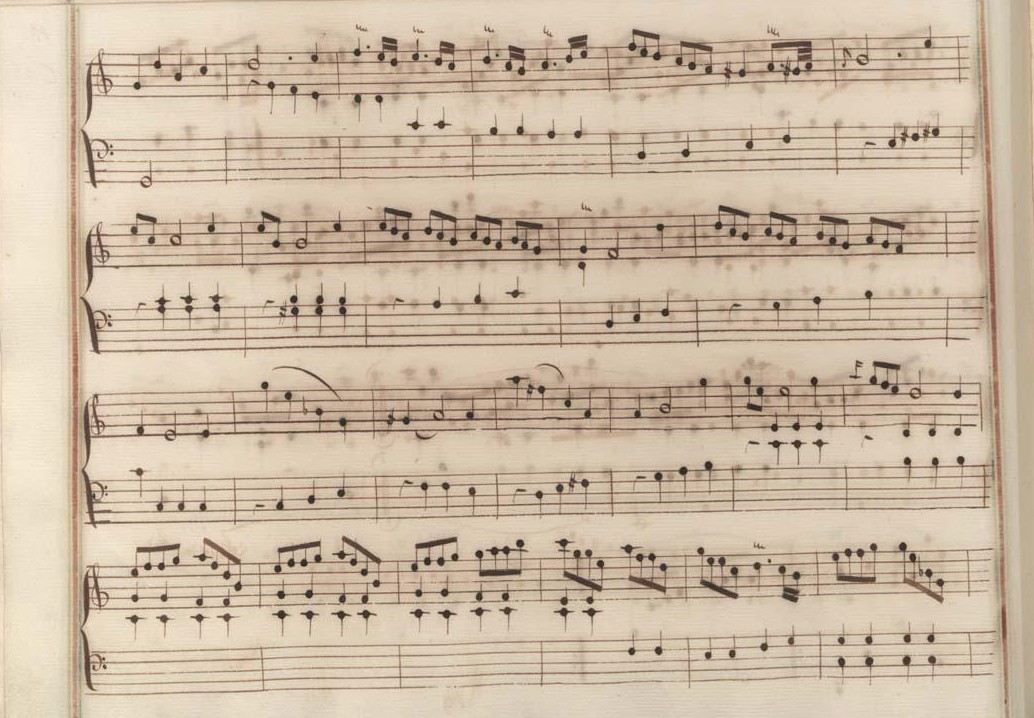
Venise I 19 (début de la seconde section).
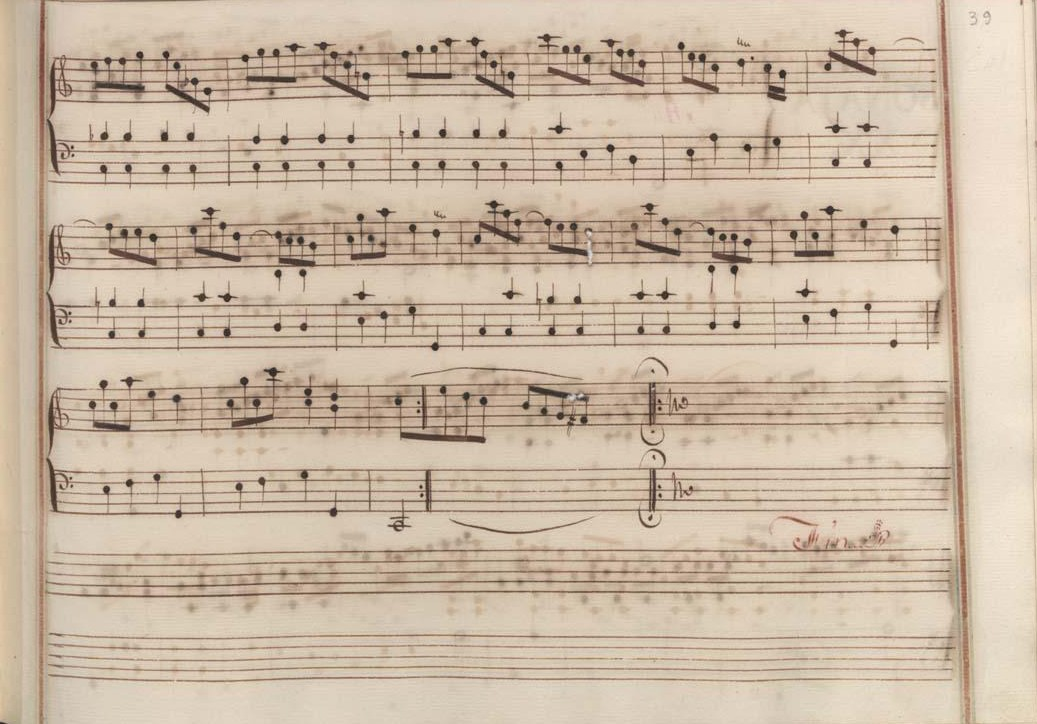
Venise I 19 (fin de la sonate).

## Interprètes
La sonate K. 166 est peu jouée. Elle est défendue au piano, notamment par Carlo Grante (2009, Music & Arts, vol. 1) ; au clavecin, elle est jouée par Scott Ross (1985, Erato), Richard Lester (2001, Nimbus, vol. 1) et Pieter-Jan Belder (Brilliant Classics, vol. 4).

## Sources
: document utilisé comme source pour la rédaction de cet article.
- Ralph Kirkpatrick (trad. de l'anglais par Dennis Collins), Domenico Scarlatti, Paris, Lattès, coll. « Musique et Musiciens », 1982 (1re éd. 1953 (en)), 493 p. (ISBN 978-2-7096-0118-4, OCLC 954954205, BNF 34689181).
- Alain de Chambure, « Domenico Scarlatti, Intégrale des sonates — Scott Ross », Erato/Éditions Costallat (2564-62092-2 (livret : 2292-45309-2)), 1985 (OCLC 891183737) .
- (en) W. Dean Sutcliffe, The Keyboard Sonatas of Domenico Scarlatti and Eighteenth-Century Musical Style, Cambridge / New York, Cambridge University Press, 2008, xi-400 (ISBN 978-0-521-07122-2, OCLC 1005658462, BNF 42017486, présentation en ligne).